# 西武高原バス
西武高原バス株式会社（せいぶこうげんバス）は、かつて存在した西武グループのバス会社。長野県軽井沢地区および群馬県草津地区の乗合バス事業を手がけ、軽井沢町内循環バス（コミュニティバス）や観光循環バスなども運行していた。
2017年（平成29年）4月1日に西武観光バスに吸収合併され、西武観光バス軽井沢営業所となった。

## 沿革
箱根土地（後のコクド、現在の西武・プリンスホテルズワールドワイドの前身）による、軽井沢・草津地区の観光開発のために設置された「直系」のバス会社がルーツである。この点において西武バス本体とは歴史的な成り立ちが異なる。
- 1928年（昭和3年） - 箱根土地が軽井沢にバス路線を開設。
- 1944年2月（昭和19年） - 箱根土地が国土計画興業に社名変更。
- 1958年（昭和33年） - 国土計画興業が軽井沢・草津地区で路線バスを運行していた高原バスを、同系の西武バスが併合し、西武バス千ヶ滝営業所とする。
  - 群馬県側の拠点としては、三原営業所・草津営業所があった。草津営業所はのちに廃止。
- 1991年（平成3年） - 千ヶ滝営業所を分離し、西武高原バス株式会社を設立。千ヶ滝営業所・三原営業所を設ける。
- 2006年（平成18年）5月 - 三原営業所を閉所。
- 2015年（平成27年）7月 - 本社を西武バス本社所在地の埼玉県所沢市久米546-1へ移転。
- 2017年（平成29年) 4月1日 - 西武観光バス株式会社が西武高原バス株式会社を吸収合併し、西武観光バス軽井沢営業所となる[1]。

## 営業所
- 軽井沢営業所 - 長野県北佐久郡軽井沢町長倉2146番地11号

営業所は1箇所のみであった。会社合併後は、西武観光バス軽井沢営業所としてそのまま引き継がれている。

## 路線
所轄路線は会社合併時に、西武観光バス軽井沢営業所の路線として引き継がれた。

### 定期路線

#### 浅間白根火山線

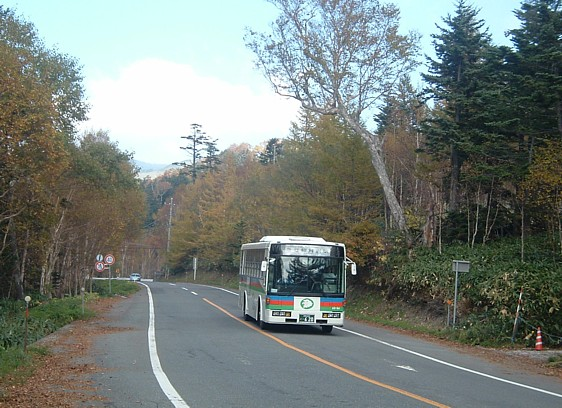
浅間白根火山線軽井沢行き急行便 (A3-94)

- 軽井沢駅 - 新軽井沢 - 中軽井沢駅 - 西区入口 - 千ヶ滝温泉 - 軽井沢営業所 - 峰の茶屋 - 鬼押出し園 - 万座鹿沢口駅[2] - 嬬恋プリンスホテル - 万座 - 万座プリンスホテル - 白根火山 - 殺生河原 - 草津温泉
  - 軽井沢駅から万座鹿沢口駅を経て草津温泉へ向かう路線。国道18号、国道146号（途中で千ヶ滝温泉を経由）、鬼押ハイウェー、万座ハイウェーを経由して、万座プリンスホテルへ至る。冬期（11月初頭 - 4月下旬）はこの先の県道466号線（上信スカイライン）と国道292号とが閉鎖になるため、万座ハイウェーの終点にある万座プリンスホテル発着となっていたが、2016年-2017年の冬期ダイヤでは、プリンスホテルのひとつ手前のバス停である万座バスターミナル止まりとなっている。
- （軽井沢駅 - 旧軽井沢 - 中軽井沢駅 - 西区入口 - 千ヶ滝温泉 - 軽井沢営業所 - 峰の茶屋 - 鬼押出し園 - ）万座鹿沢口駅 - 仙の入（せんのいり） - 草津前口 - 谷所 - 草津温泉
  - 万座鹿沢口駅から群馬県道59号草津嬬恋線を経由して草津温泉へ向かう路線。通年運行されている。草津温泉発の一部便のみ軽井沢駅まで運行される。2001年（平成13年）までは東急グループの草軽交通も同じルートを運行していた。
  - 浅間白根火山線のうち、万座温泉・白根火山経由の便は、夏期には急行便として運行されていたが、2008年から全便を各駅停車便に改めた。そのため旧来の車両の方向幕には「急行」の表示が残るものもあった。
- 軽井沢駅 - 旧軽井沢 - 中軽井沢駅 - 西区入口 - 千ヶ滝温泉 - 軽井沢営業所 
  - 西武高原バス軽井沢営業所の出入庫便。
- 軽井沢駅←旧軽井沢←中軽井沢駅←西区入口←塩壺←軽井沢営業所
  - 出庫便。上記便と違い千ヶ滝温泉を経由しない。朝1本のみの片道運行。
- 軽井沢駅 - 旧軽井沢 - 中軽井沢駅 - 西武不動産営業所 - 黒橋 - 軽井沢営業所
  - 廃止された西区線の代替路線。営業所発朝1本、軽井沢駅発夕方2本運行。

#### 南軽井沢線・軽井沢町内循環バス
- 内回り・外回り
  - 軽井沢駅→旧軽井沢→軽井沢病院→中軽井沢駅→鳥井原団地→中部小学校前（町内循環バスは経由しない）→上発地→ニュータウン入口→南軽井沢→軽井沢駅（外回りは逆コースをたどる）

原則的に循環運転。中部小学校を経由しない便が「軽井沢町内循環バス」で、南軽井沢線は区間運転もある。
軽井沢町内循環バスは、軽井沢町から運行を受託して2004年から試験運行が開始された。試験運行は期限付きとされたが、2008年7月現在も運行中。車両は小型車の日野・リエッセが使用され、西武バスからの移籍車が充当される。

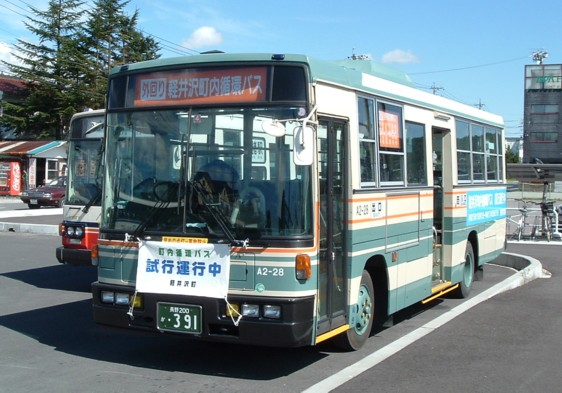
軽井沢町内循環バス（初代） A2-28号車、廃車済
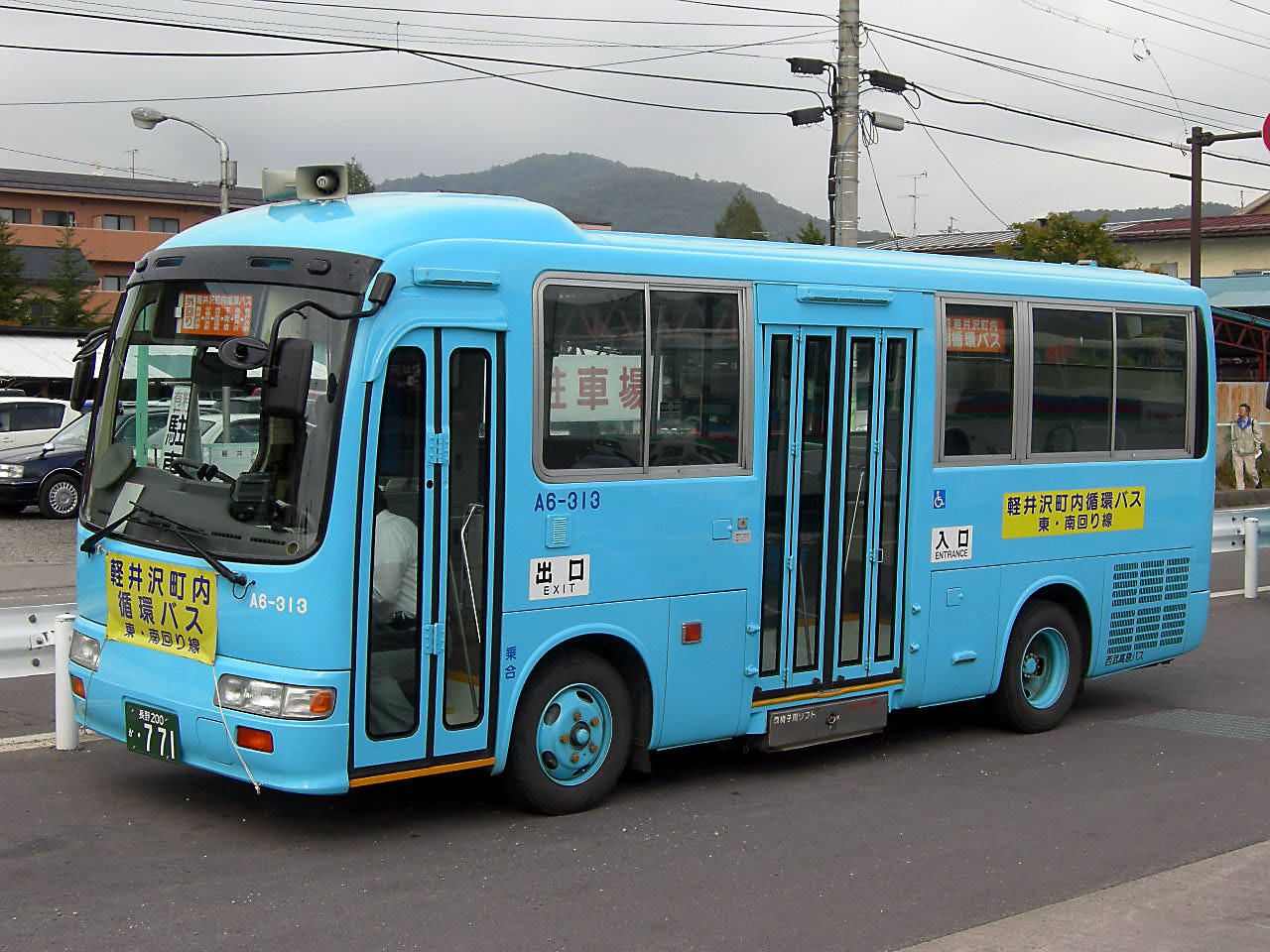
軽井沢町内循環バス（2代目） A6-313号車 中4枚折戸仕様。元「川越シャトル」の車両
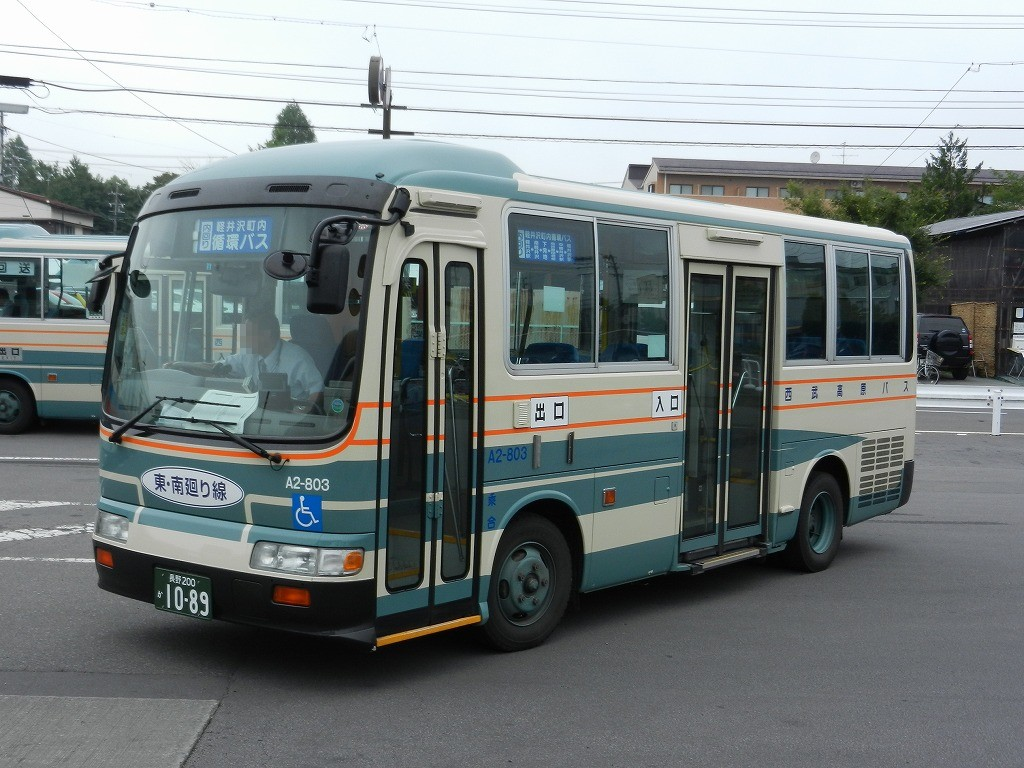
軽井沢町内循環バス（3代目） A2-803号車

#### 西区線（休止）
2009年3月31日をもって運行停止。
- 軽井沢駅 - 旧軽井沢 - 中軽井沢駅 - 西武不動産営業所前 - 蜩の里（ひぐらしのさと） - 千ヶ滝温泉

### 季節運転（夏期）
軽井沢町の美術館や資料館をめぐる路線で、このために西武バス本体から車両を借り入れて運行されることが多い。

#### 観光循環バス
- 北ルート
  - 軽井沢駅 - 旧軽井沢 - 町立図書館・資料館 - 軽井沢駅 - 星野リゾート - セゾン現代美術館 - 田崎美術館 - 中軽井沢駅 - 軽井沢駅
- 南ルート
  - 軽井沢駅 - 軽井沢プリンスホテル西館 - 塩沢湖 - ペイネ美術館 - 堀辰雄文学記念館

#### 塩沢湖線
- 軽井沢駅 - 塩沢 - 塩沢湖 - 絵本の森美術館・エルツおもちゃ博物館
  - 全便が急行便で、毎年7月中旬から9月下旬までの運行である。

### 高速バス

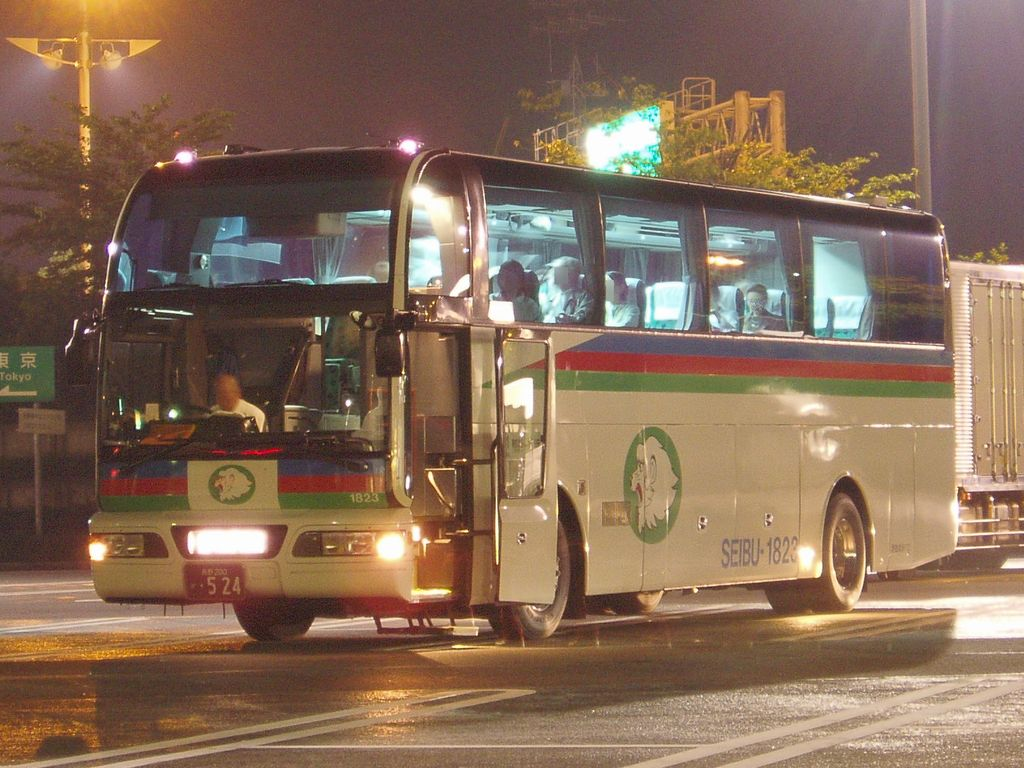
西武高原バスの高速バス

#### 千曲線
- 新宿・池袋 - 軽井沢線
- 新宿・池袋 - 佐久線
- 新宿・池袋 - 小諸線
- 新宿・池袋 - 上田線

長野県東信地方と東京都の池袋・新宿を結ぶ、4系統の昼行高速バス（千曲線）を同県佐久市の千曲バスと共同運行する。これらの路線は、当初西武バスが運行していたものが移管された。

#### 立川千曲線（撤退）
- 立川 - 小諸線
- 立川 - 上田線

長野県小諸市・上田市と東京都の立川市を結ぶ、2系統の昼行高速バス（立川千曲線）も同様に千曲バスと共同運行していたが、のちに西武高原バスが撤退し、千曲バスの単独運行となったが、撤退後も予約・発券業務の支援を行う。

#### 軽井沢・草津線
- 渋谷 - 軽井沢・草津線

2017年3月16日より運行開始。京王バス東・東急トランセ・上田バスとの共同運行。西武高原バスは、渋谷駅 - 軽井沢駅の便を担当。 

#### 横浜軽井沢線（廃止）
- 横浜・羽田空港・品川 - 軽井沢線

京浜急行バスと共同運行。西武観光バスへの合併後、2019年1月14日の運行をもって廃止。京浜急行バスでは路線休止、西武観光バスでは路線廃止という扱いにしている。

## 車両
高速バス用の車両を含め、西武バスの経年車が移籍してきたものがほとんどである。車両メーカーはほとんどが日産ディーゼル（現：UDトラックス）製である。西武バスでは本体の社内での転属や、西武高原バス・西武観光バスに移籍した際にも社番が変わらないため、車両の移籍元の所属などが容易に推測できる。
しかし都市部で一般的な路線タイプの車両は、小型車など一部にとどまる。「用途外車両」と呼ばれるハイグレード車両が多く、車両の最前部から最後部まで、2人掛け座席（ロマンスシート）が並んでいる。そのほかに観光バスタイプの車両も導入されており、路線タイプと混合で使用されている。
浅間白根火山線には観光バスタイプが多く運用されていたが、2015年頃から一般路線タイプの車両も運用に入ることが増えてきた。山間部の道路が多く地形に起伏があること、冬期の積雪などによりノンステップバスは導入しなかったが、2016年に西武バスから転入してきた車両はワンステップバスで、車高を嵩上げする改造を行った上で運用に就いている。
車両の塗装は、一部の車両を除きライオンズカラーで統一されていたが、2015年に転入した車両からは「笹カラー」の乗合車両が増えてきた。軽井沢町内循環バス、塩沢湖線に使用される車両は、それ以前から「笹カラー」の一般路線車であった。